# 經紀公司
經紀公司（英語：Management Company），又稱經理人公司，該些公司會為簽有合約的旗下員工（以藝人為常見）或客戶（如職業運動員、配音員、YouTuber）提供經紀人服務。當該合約生效時，該公司便會自動成為該些員工的經紀公司。簽訂該合約的員工個人或團體，在合約生效期間，身邊會擁有一位由公司派出的經理人，負責為其安排基本工作行程、發行宣傳以及培訓活動等業務，對於其主要的演藝收入有額外的薪酬分配。合約生效期間，公司與該員工的關係比較密切，而唱片公司亦多為經理人公司。

## 藝人的經紀公司
在一個演藝圈，經紀公司開始時通常都是「一人公司」的形式，之後逐漸擴充，收入來源通常為從藝人或歌手工作上分成。艺人的经纪人須協助打理藝人的各種工作需求，包括照顧自家艺人的生活需求、接洽演出通告或廣告等演藝機會、開發尋找各種可能的業務類型、媒体公關宣傳、为艺人做心理建設等工作，以發展維持藝人的演藝事業。較有影響力的经纪人有可能負責公司內部管理、娛樂事業和較重要的公關事件處理，其他的藝人演藝事務交由助理處理。
經紀公司掌握艺人事業發展規劃的權限，相當程度支配著藝人的收入所得以及私生活，雙方也可能產生合約糾紛。一些尚未走紅的藝人在将来赚钱之後，再还清經紀公司為其花費的開銷。一些从小就被大型经纪公司栽培的少年藝人，可能和公司签下长约，例如谢霆锋與英皇娛樂的合约就从四年延长至十年，而梁洛施12岁时与英皇签下了10年合约，后延长为15年。

## 類型
經紀公司常見分為兩類，一種是機構模式，另一種是藝人或經紀人離開原經紀公司「自立門戶」，後者的經紀人可能是在已具較豐富業務經驗的情況下創業，自主性較高。兩者有不同優點和缺點，通常自立門戶後的營運收入和資源調度對藝人和經紀人本身更具彈性。
|      | 機構模式             | 獨立形式           |
| ---- | -------------------- | ------------------ |
| 資源 | 充足，人多卻不夠分配 | 短缺，資源容易集中 |
| 性質 | 全職性               | 自由性             |

## 合约
经纪公司与艺人的合约裡，几乎都对签约艺人提出一系列约束。公司为避免艺人獲得成績後就離開公司，合约中会有高昂违约金，合约期限越长，违约金额越高。而如果经纪公司不想與艺人合作，可以主動提出解约，艺人不用支付违约金的同時，失去公司安排的演藝活動機會，而公司先前替藝人支付的包含培訓等相關費用可能會被要求歸還。
韩国曾爆出艺人不平等合约案，合约要求艺人不仅要交代学业、去向、交友、家庭以及性生活等內容。尽管限制恋爱不合法，大多数经纪公司都不准艺人谈恋爱，一来怕艺人分神，二来担心影响艺人形象，亦有少数公司不限制藝人恋爱。通常艺人越有人氣、為公司營收貢獻越多，经纪公司有可能擔心因對藝人的管理太嚴格，造成藝人不開心導致不續約、公司收入大幅減少，公司對藝人個人行為的限制可能越少。
在韓國的偶像團體中，有少部份團體在合約上細分為團體活動合約、個人發展合約，大部份成員的這兩種合約歸屬於同一家公司，或者是其中之一合約為公司旗下的子品牌單位，也有些團體成員在簽約時，將個人發展合約簽給別家公司，團體合約歸屬於原公司，使團體活動能持續進行。日本團體AKB48即由於成員眾多，加上成員住處不同，因而把個別或部份成員的合約轉移，交由另一間經紀公司管理；在日本業內此種做法統稱為「移植」，團體合約依然還在 AKB 王國，團體活動依舊仍然進行。